# Алонсо, Диего
Дие́го Марти́н Ало́нсо Ло́пес (исп. Diego Martín Alonso López; род. 16 апреля 1975, Монтевидео) — уругвайский футболист, игравший на позиции нападающего, и футбольный тренер.

## Игровая карьера

### Клубная
Алонсо начинал карьеру в родном Монтевидео, где в составе клуба «Белья Виста» дебютировал в профессиональном футболе. В 1997 году Диего выиграл с клубом Второй дивизион Уругвая, в 1998 году — Лигилью Уругвая, а через год переехал в аргентинский клуб «Химнасия и Эсгрима» из Ла-Платы.
Летом 2000 года Алонсо стал игроком «Валенсии», которая заплатила за него 1600 миллионов песет (около 9,5 миллиона евро). В первом же сезоне в новом клубе он забил шесть мячей в Лиге чемпионов и дошёл до финала турнира. По ходу сезона Алонсо начал терять место в основе и летом 2001 года отправился за игровой практикой в «Атлетико Мадрид» в Сегунду. В сезоне 2001/02 он стал лучшим бомбардиром лиги с 22 мячами и помог клубу выиграть чемпионат и вернуться в высший дивизион. Следующий сезон Алонсо неудачно провёл в аренде в «Расинге» из Сантандера, отличившись лишь одним голом в 23 матчах лиги.
В 2003 году Диего присоединился к «Малаге», но уже через год перешёл в мексиканский «УНАМ Пумас». С «пумами» он выиграл титул Чемпиона чемпионов и чемпионат Апертуры 2004. В 2005 году его новым и последним в Европе клубом стал «Реал Мурсия».
Летом 2006 года Алонсо вернулся в Уругвай, подписав контракт с «Насьоналем». Диего помог клубу дойти до четвертьфинала Южноамериканского кубка, забив один мяч в ворота «Боки». В январе 2007 года нападающий отправился в китайский клуб «Шанхай Шэньхуа», но задержался там всего на один год и в начале 2008 года вернулся в «Химнасию». В сезоне 2008/09 Диего помог клубу избежать вылета из высшей лиги Аргентины в стыковых матчах с «Атлетико Рафаэла», после чего стал свободным агентом.
Последним клубом в карьере Алонсо в 2009 году стал «Пеньяроль». В составе этого клуба он стал победителем Клаусуры и чемпионом Уругвая в 2010 году, а также дошёл до финала Кубка Либертадорес 2011, где «Пеньяроль» уступил бразильскому «Сантосу».

### Международная
За сборную Уругвая Алонсо дебютировал 17 июня 1999 года в товарищеском матче против сборной Парагвая (3:2). Тем же летом он принял участие в Кубке Америки, где провёл два матча (в четвертьфинале и полуфинале) и стал серебряным призёром.
Несмотря на успешный сезон в составе «Атлетико Мадрид», Алонсо не был вызван на чемпионат мира 2002 года и впоследствии подверг критике главного тренера сборной Виктора Пуа.

## Тренерская карьера
Завершив игровую карьеру в 2011 году, Алонсо сразу принялся к тренерской деятельности в родном клубе «Белья Виста» и в сезоне 2011/12 спас команду от вылета. Летом 2012 года Диего возглавил парагвайский клуб «Гуарани». Спустя год он вернулся в Уругвай и стал главным тренером «Пеньяроля», но уже в октябре 2013 года был уволен в связи с плохими результатами на старте сезона.
В марте 2014 года Алонсо был приглашён в «Олимпию» из Асунсьона, где команда под его руководством успешно начала сезон и остановилась в четырёх очках от победы в Апертуре. В октябре, когда команда шла на втором месте в Клаусуре, Диего был уволен.
В декабре 2014 года Алонсо возглавил мексиканскую «Пачуку». В мае 2016 года команда под его руководством выиграла Клаусуру, заняв второе место в групповом этапе и обыграв «Монтеррей» в финале Лигильи. В сезоне 2016/17 Алонсо привёл «Пачуку» к победе в Лиге чемпионов, обыграв в финале другой мексиканский клуб — «УАНЛ Тигрес». Благодаря этому успеху клуб выступил на Клубном чемпионате мире в 2017 году, где стал бронзовым призёром.
В мае 2018 года Алонсо перешёл в «Монтеррей». В сезоне 2018/19 его команда не преуспела в чемпионате Мексики, вылетев в полуфинале и Апертуры, и Клаусуры, но выиграла Лигу чемпионов. Алонсо стал первым тренером в истории, который стал победителем Лиги чемпионов КОНКАКАФ с двумя разными клубами. В сентябре 2019 года Диего был уволен из «Монтеррея» после серии неудачных результатов и, в частности, после поражения от «Тигрес» (0:2) в Класико Рехиомонтано.
30 декабря 2019 года было объявлено, что Алонсо станет первым тренером в истории клуба MLS «Интер Майами». 7 января 2021 года стороны прекратили сотрудничество по обоюдному согласию.
14 декабря 2021 года Алонсо был назначен главным тренером сборной Уругвая. Под его руководством команда одержала четыре победы в четырёх матчах отборочного турнира и вышла на чемпионат мира 2022 года. После неудачного выступления на чемпионате мира в Катаре, где сборная Уругвая набрала четыре очка и не вышла из группы, Алонсо покинул пост главного тренера.
10 октября 2023 года Алонсо стал главным тренером испанской «Севильи», сменив Хосе Луиса Мендилибара.

## Личная жизнь
Двоюродные братья Диего — Матиас и Иван Алонсо — тоже являются футболистами.
У Диего также есть итальянский паспорт, который был получен благодаря итальянскому гражданству его прадеда и благодаря которому он не считался легионером во времена выступлений в Испании.

## Достижения

### В качестве игрока
«Белья Виста»
- Победитель Второго дивизиона Уругвая: 1997
- Победитель Лигильи Уругвая: 1998

«Валенсия»
- Финалист Лиги чемпионов УЕФА: 2001

«Атлетико Мадрид»
- Победитель Второго дивизиона Испании: 2001/02
- Лучший бомбардир Второго дивизиона Испании: 2001/02

«УНАМ Пумас»
- Чемпион Мексики: Апертура 2004
- Чемпион чемпионов: 2004

«Пеньяроль»
- Чемпион Уругвая: 2009/10
- Финалист Кубка Либертадорес: 2011

Сборная Уругвая
- Серебряный призёр Кубка Америки: 1999

### В качестве тренера
«Пачука»
- Чемпион Мексики: Клаусура 2016
- Победитель Лиги чемпионов КОНКАКАФ: 2016/17
- Финалист Кубка Мексики: Апертура 2017
- Бронзовый призёр Клубного чемпионата мира: 2017

«Монтеррей»
- Победитель Лиги чемпионов КОНКАКАФ: 2019
- Лучший тренер Лиги чемпионов КОНКАКАФ: 2019

## Тренерская статистика
| Клуб                        | Начало работы               | Завершение работы           | Показатели | Показатели | Показатели | Показатели | Показатели | Показатели | Показатели | Показатели |
| Клуб                        | Начало работы               | Завершение работы           | М          | В          | Н          | П          | МЗ         | МП         | РМ         | %          |
| --------------------------- | --------------------------- | --------------------------- | ---------- | ---------- | ---------- | ---------- | ---------- | ---------- | ---------- | ---------- |
| Белья Виста                 | 14 сентября 2011            | 4 июня 2012                 | 25         | 9          | 3          | 13         | 27         | 34         | −7         | 036,00     |
| Гуарани                     | 11 июля 2012                | 11 июня 2013                | 44         | 24         | 12         | 8          | 59         | 38         | +21        | 054,55     |
| Пеньяроль                   | 19 июня 2013                | 6 октября 2013              | 8          | 1          | 3          | 4          | 10         | 15         | −5         | 012,50     |
| Олимпия (Асунсьон)          | 11 марта 2014               | 5 октября 2014              | 30         | 14         | 9          | 7          | 53         | 29         | +24        | 046,67     |
| Пачука                      | 4 декабря 2014              | 4 мая 2018                  | 168        | 73         | 45         | 50         | 283        | 207        | +76        | 043,45     |
| Монтеррей                   | 10 мая 2018                 | 30 сентября 2019            | 72         | 38         | 14         | 20         | 114        | 77         | +37        | 052,78     |
| Интер Майами                | 30 декабря 2019             | 7 января 2021               | 24         | 7          | 3          | 14         | 25         | 38         | −13        | 029,17     |
| Уругвай                     | 14 декабря 2021             | 2 декабря 2022              | 12         | 8          | 2          | 2          | 20         | 4          | +16        | 066,67     |
| Севилья                     | 10 октября 2023             | 16 декабря 2023             | 14         | 2          | 5          | 7          | 16         | 20         | −4         | 014,29     |
| Панатинаикос                | 10 июня 2024                | 29 октября 2024             | 16         | 7          | 4          | 5          | 19         | 15         | +4         | 043,75     |
| Итого за тренерскую карьеру | Итого за тренерскую карьеру | Итого за тренерскую карьеру | 413        | 183        | 100        | 130        | 626        | 477        | +149       | 044,31     |